# Un gran home
Un gran home (títol original: The Great Man Votes) és una pel·lícula dramàtica estatunidenca de 1939 dirigida per Garson Kanin i protagonitzada per John Barrymore com un professor vidu convertit en borratxo que té el vot decisiu en les eleccions a l'alcaldia. Es basava en el conte homònim de Gordon Malherbe Hillman publicat al número de novembre de 1933 de la revista American Magazine. La trama de la pel·lícula de 2008 L'últim vot s'ha comparat amb Un gran home. Està doblada al català.

## Argument
L'antic professor de Harvard Gregory Vance, ara és un alcohòlic marginat en una petita ciutat Malgrat el seu alcoholisme, Vance es preocupa pels seus fills, Joan i Donald, educant-los en els clàssics, ensenyant-los llatí i fent-los recitar Shakespeare. Al seu torn, vetllen pel seu pare i la seva reputació. Aleshores, es descobreix que Vance és l'únic votant registrat en un districte clau i els polítics, d'ambdós partits, arriben en massa amb incentius.

## Repartiment
- John Barrymore com Gregory Vance
- Peter Holdencom Donald Ainslee Vance
- Virginia Weidler com Joan Vance
- Katherine Alexander com Agnes Billow
- Donald McBride com Iron Hat McCarthy
- Benny Bartlett com Davy McCarthy
- Brandon Tynan com Chester Ainslee
- Elisabeth Risdon com Phoebe Ainslee
- Granville Bates com alcalde
- Lluís Alberni com Manos
- J. M. Kerrigan com Hot Shot Gillings
- William Demarest com Charles Dale

## Recepció
La pel·lícula va registrar una pèrdua de 10.000 dòlars.